# Eublemma parallela
Eublemma parallela is een vlinder van de familie van de spinneruilen (Erebidae). De wetenschappelijke naam van deze soort is voor het eerst voorgesteld als Anthophila parallela door Christian Friedrich Freyer in een publicatie uit 1841.
De soort komt voor in Servië, Europees Rusland, Kazachstan, Kirgizië, Turkije, Armenië en Iran.